# 黒田東彦
黒田 東彦（くろだ はるひこ、1944年〈昭和19年〉10月25日 - ）は、日本の銀行家、財務官僚。第31代日本銀行総裁。財務官を最後に退官し、一橋大学大学院教授、アジア開発銀行総裁を経て着任した。財務省内での愛称はクロトンである。日銀総裁時代の量的・質的緩和は日本国外勢から「バズーカ砲」と評された。

## 経歴
福岡県大牟田市出身。父は海上保安官で、黒田が幼少のときは父の転勤に伴い横浜や神戸を転々とし、小学校5年生の時に父は東京の世田谷へ居を構えた。
東京教育大学附属駒場中学校・高等学校を経て、東京大学法学部（碧海純一ゼミ）卒業。東大在学中に司法試験次席合格、国家公務員上級職法律職合格。1967年（昭和42年）、大蔵省（当時）に入省（大臣官房秘書課調査係配属）。
同省では、主として国際金融と主税畑でキャリアを積み、「ミスター円」として知られた榊原英資の後任として財務官に就任、1999年（平成11年）から同省を退官するまでの3年半にわたって同ポストにあった。
2003年（平成15年）に財務省退官後には一橋大学大学院教授を経てアジア開発銀行総裁に就任し、2013年3月18日退任。
2013年（平成25年）2月28日、政府は、衆参の議院運営委員会理事会に、黒田を次期日本銀行総裁の候補者とする人事案を正式に提示した。3月4日、衆議院で所信聴取、3月11日、参議院で所信聴取が行われ、3月14日、衆議院で採決が行われ、賛成多数で同意、3月15日、参議院で採決が行われ、賛成186、反対34で承認される。3月20日、日本銀行総裁に就任。
任期途中で副総裁任期に合わせて前倒しで辞任した前任の白川方明の任期を引き継ぐ形で就任したため、2013年（平成25年）4月8日に一旦任期切れとなる。同年4月5日に、2013年4月9日から2018年4月8日までの任期で黒田を再任する人事案を衆参両院が同意したため、2018年4月8日までの任期が確定した。
2018年3月16日、衆参両院に於いて黒田を日本銀行総裁に再任する国会承認人事案が議決され、4月9日に総裁2期目の任期が開始された。日銀総裁に2期連続で任命されたのは第20代総裁を務めた山際正道以来となる。
2024年、瑞宝大綬章受章。

## 略歴

### 学歴
- 1960年（昭和35年）3月 - 東京教育大学附属駒場中学校（現：筑波大学附属駒場中学校）卒業
- 1963年（昭和38年）
  - 3月 - 東京教育大学附属駒場高等学校（現：筑波大学附属駒場高等学校）卒業
  - 4月 - 東京大学文科一類入学
- 1967年（昭和42年）3月 - 東京大学法学部（碧海純一ゼミ）卒業[7]
- 1969年（昭和44年）9月 - 人事院留学制度により江田五月、林康夫らと共にオックスフォード大学留学[21]。
- 1971年（昭和46年）9月 - オックスフォード大学オール・ソウルズ・カレッジ 経済学研究科修士課程修了

### 職歴

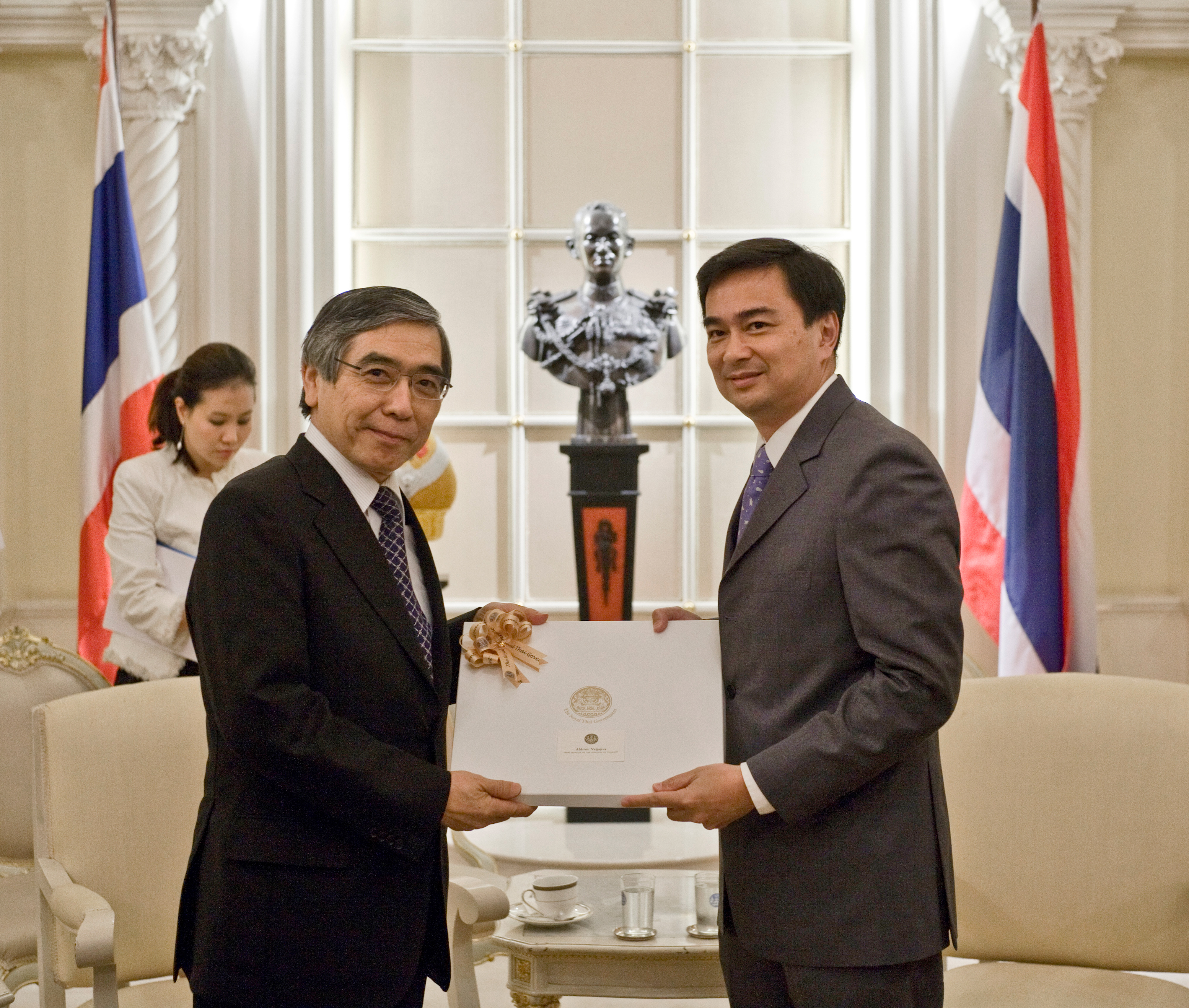
2010年にタイ王国首相のアピシット・ウェーチャチーワ（右）を表敬訪問した折、バンコクの首相官邸にて

- 1967年（昭和42年）4月 - 大蔵省入省（大臣官房秘書課調査係配属）[8]。同期入省に伏屋和彦、目崎八郎、窪田勝弘、若林勝三、永田俊一、西原篤夫、山本孝之、入谷盛宣、鈴木一元、寺本泉、石山嘉英ら。
- 1969年（昭和44年）4月 - 大臣官房付（オックスフォード大学留学）
- 1971年（昭和46年）7月 - 理財局国債課企画係長[22]
- 1972年（昭和47年）7月 - いわき税務署長
- 1973年（昭和48年）7月 - 国際金融局企画課長補佐（銀行）心得[23][24]
- 1974年（昭和49年）7月 - 国際金融局国際機構課長補佐（経済統合）[25]
- 1975年（昭和50年）6月 - 派遣職員（国際通貨基金）
- 1978年（昭和53年）7月 - 主税局調査課長補佐（総括・内国調査）[26]
- 1980年（昭和55年）7月 - 主税局税制第二課長補佐
- 1981年（昭和56年）7月 - 大臣官房企画官兼主税局総務課
- 1984年（昭和59年）7月 - 三重県総務部長
- 1986年（昭和61年）6月 - 大臣官房参事官（大臣官房調査企画課担当）[27]
- 1987年（昭和62年）7月 - 国際金融局国際機構課長
  - 1987 - 1988年、当時問題となっていた中南米の債務問題解決のために、当時の宮澤喜一蔵相の下、行天豊雄財務官や内海孚局長、黒田国際機構課長らで「宮澤構想」をまとめた[28]。
- 1988年（昭和63年）12月 - 大蔵大臣（村山達雄）秘書官事務取扱
- 1989年（平成元年）8月 - 主税局国際租税課長
- 1990年（平成2年）1月 - 主税局税制第一課長
- 1991年（平成3年）6月 - 主税局総務課長
- 1992年（平成4年）7月 - 大臣官房参事官（副財務官）
- 1993年（平成5年）7月 - 大阪国税局長
- 1994年（平成6年）7月 - 大臣官房審議官（国際金融局担当）
- 1995年（平成7年）6月 - 国際金融局次長
- 1996年（平成8年）7月 - 財政金融研究所長
- 1997年（平成9年）7月 - 国際金融局長
  - 1998年10月、アジア通貨危機に見舞われたアジア諸国の復興支援と国際金融資本市場の安定化を図るため、アジア蔵相・中央銀行総裁会議において、当時の宮澤喜一蔵相により提唱された2国間協力での日本による資金支援スキーム「新宮澤構想」を、榊原英資財務官らとまとめた[28][29]。
- 1999年（平成11年）7月 - 財務官
- 2003年（平成15年）
  - 1月 - 財務省 退官
  - 3月 - 内閣官房参与
  - 7月 - 一橋大学大学院経済学研究科教授 就任
- 2005年（平成17年）2月 - アジア開発銀行総裁 就任
- 2013年（平成25年）3月
  - アジア開発銀行総裁 辞任
  - 第31代日本銀行総裁 就任
- 2018年（平成30年）4月 - 日本銀行総裁 再任
- 2023年（令和5年）
  - 4月 - 日本銀行総裁 退任、政策研究大学院大学政策研究院シニア・フェロー[30]
  - 6月 - 政策研究大学院大学特任教授[31]、京都大学経営管理大学院特命教授[32]

## 主張
- リフレーション政策を重視するいわゆるリフレ派 (reflationist) の一人である。長年、日本銀行を批判してきた黒田は、15年にわたる日本のデフレーションの責任の所在を問われると「責務は日銀にある」と明言している[33]。
- ただし、2%インフレの物価目標や景気回復に矛盾してしまう面が多い消費税増税には一貫して賛成の意向を示している（以下に詳述。#マイナス金利の導入とその前後の経済動向など参照）。消費増税は経済失速の“戦犯”であり、黒田の総裁再任にはその反省が微塵もない、との論評がある[34]。

### 金融政策

#### 物価
物価について「中長期的には金融政策が大きく影響を与える」と述べ、金融政策のみでインフレターゲット達成は可能との見方を示している。
2%の物価目標を達成するには「大胆な金融緩和継続に対する強いコミットメントが必要」「やれることは何でもやる姿勢を示さなければ、物価安定という最大の使命を達成できない」とし、金融緩和の副作用に対する懸念をけん制している。物価上昇を実現する経路については「期待物価上昇率が上がり、実質金利が下がり、企業が手元流動性を取り崩し、株高により資産効果で企業の設備投資や消費にプラスの影響を与える」と説明し、量的金融緩和政策の拡大が人々の期待物価上昇率を引き上げる経路を強調している。
デフレーションの原因について「人口が減少している先進国はいろいろあるが、デフレに陥っていない」として「人口成長率はデフレやインフレの主たる要因でない」と明言している。
2013年（平成25年）3月11日、参院議院運営委員会の所信聴取で、日銀総裁就任前の黒田は「（エネルギーと生鮮食品を除く）コアコアCPIのターゲット目標を定める必要はない」との認識を示し「中身を変えることになると信用に影響を与える恐れがある」「物価安定目標に掲げるCPI（コアCPI）を変える必要はない」と述べている。
同年7月11日、黒田は金融政策決定会合後の記者会見で、消費者物価を判断する際の指標について「生鮮食品は天候などの短期的な要因に左右されるので、生鮮食品を除いてみるのは合理性がある」との見方を示した一方で、コアコアCPIについては「（物価指標として）一定の合理性はあるが、全体の3分の2ぐらいしか含んでいない」とし、「従来通りコアCPIで見ていくのが適当である」と述べた。
2014年（平成26年）8月1日、都内の講演で「2%物価上昇の早期実現は成長力を高める」「物価さえ上がればよいと思っているわけではない」と述べた。

#### 為替
リーマン・ショック後の急激な円高の一因について「欧米と比べてマネタリーベースでギャップがあった」と述べ、日銀のバランスシート拡大ペースが欧米より消極的だったことが要因の1つとした。為替レートは「中期的には金融政策の違い、長期的には購買力平価説で決まる」と述べ、「中央銀行のバランスシートの規模と為替レートは直接的に関係がない」とした白川方明前日銀総裁の見方を否定した。また、人民元防衛のために自由化ではなくて資本規制をすべきと中国政府に提案しており、フィナンシャル・タイムズなどから支持を受けている一方で中国共産党の市場統制の容認と批判する向きもある。

#### 不動産
2014年7月24日、黒田はタイ中央銀行主催の会合での講演で、2014年現在の世界的に金融緩和が続く中、アジアの複数の国で不動産価格が大幅に上昇していることを指摘し、「アジア諸国へのグローバルな資金流入が、健全でない形で生じている可能性がある」と述べた。

### 消費税
2013年7月29日、都内での講演後の質疑応答で、2014年4月から2度にわたり予定されている消費税率引き上げの影響について「消費税の二段階の引き上げによって、日本経済の成長が大きく損なわれるということにはならない、と日銀政策委員会は考えている」と述べている。また、日本の財政の信認が失われた場合について「リスクプレミアムの拡大から長期金利が上昇する」と述べ、政府による財政再建に向けた積極的な取り組みを求めている。
2013年8月8日、金融政策決定会合後の記者会見で、政府の財政規律が緩めば「金融緩和の効果に悪影響がある」と指摘し、消費税率引き上げの先延ばし論をけん制している。また黒田は「脱デフレと消費増税は両立する」と述べ、「財政規律の緩みや財政ファイナンスが懸念されると、長期金利がはね返り、金融緩和の効果が減殺される」との懸念を表明している。
2013年9月5日、金融政策決定会合後の記者会見で、2014年4月に消費税を引き上げるよう政府に促し、引き上げを遅らせればその結果は重大なものになるとの見解を示している。黒田は、消費税率の引き上げが見送られて「仮に、そうした状況で財政に対する信認に傷がつき、国債価格が下落することになった場合、財政を拡張するわけにはいかず、財政政策で対応することは難しく、金融政策でもそうした状況では対応することは困難である」と述べた。一方で、予定通り消費税率の引き上げが行われた際は「仮に、景気に大きな影響が出るリスクが顕在化したとすれば、財政政策で十分対応できるし、金融政策でも2%の『物価安定の目標』の実現に対して下方リスクが顕在化すれば、それに対して適切な対応をとる」と述べた。
2013年10月4日、金融政策決定会合後の記者会見で、安倍晋三首相が2014年4月の消費税率8%への引き上げを決めたことについて「最も重要なことは国全体として財政運営に対する信認を確保することであり、大変意義のある決断をされた」と評価している。
2013年11月5日、大阪市で開かれた大阪経済四団体共催懇談会で、2014年4月の消費税率引き上げについて「将来の負担を和らげる効果がある」との見方を示している。
2014年8月8日、金融政策決定会合後の記者会見で、実質賃金が下がっていることの大半は、消費税の引き上げによるものであり、消費税を除くと実質賃金は上がっていると指摘した。
2014年9月4日、金融政策決定会合後の記者会見で、4月の消費増税以降、個人消費が弱めに推移している点について「駆け込み需要の反動、実質所得減の影響、天候」が要因と指摘し「いずれも一時的な要因であり、増税による実質所得の低下の影響は時間を追って小さくなる」と述べた。
2014年9月12日、2015年10月予定の消費税再増税について「増税で景気が落ち込みば財政・金融政策で対応可能だが、延期で国債価格が下落（金利は上昇）すれば対応が難しい」との持論を繰り返した。「今のところ政府の財政再建の方針は守られている」と増税決行に期待を示した。
2014年9月16日、大阪市内で講演し、消費増税について「予定されていたものであり、新たな下振れ要因が生じているわけではない」とし「家計の支出行動に対するマイナスの影響を減殺する力も働く」と述べた。
2014年11月5日、黒田は質疑応答で「消費税率を引き上げた場合、また先送りした場合、それぞれリスクはある。万が一、財政に対する市場の信認が失われると対応は困難になる」と述べた一方で、「もっとも、そうした確率は低いと思っている」と述べた。
2014年11月12日、黒田は衆院財務金融委員会に出席し、金融政策会合で決めた追加緩和について「2015年10月に予定される消費税率10%への引き上げを前提に実施した」と答弁した。

### 労働市場
2014年5月21日、黒田は、建設業などで起きている人手不足を念頭に「供給面の問題」が経済成長を阻害する可能性の懸念を示し、政府に対して労働規制緩和などを含めた構造改革を求めている。

### アジア経済
黒田は「アジアも経済的な統合が進んでいるので、長期的に見れば共通通貨に向かう可能性はある」と指摘しており、東アジア共同体論者として知られている。中国政府を「1980年代後半の日本と比べて高い経済成長を続けつつハードランディングを回避する絶妙なバランスでうまくやってる」と評価している。アジア開銀時代の黒田の部下である金立群が総裁を務める中国のアジアインフラ投資銀行 (AIIB) もアジアの成長に資するとして支持している。

### 物価高騰
2022年、商品やサービスの値上がりが続いてることに関し黒田は講演で、「家計が値上がりを受け入れている」と発言した。また、「買い物は家内に任せている」とも発言している。
その発言を受けSNSなどでは「#値上げ受け入れてません」というハッシュタグがトレンド入りするなど批判が殺到している。
同年6月8日、厳しい批判を受け、「表現は全く適切でなかった。撤回する」と述べ謝罪した。

## 評価
- 2014年1月2日、「日銀への信認を回復し、日本経済に自信をもたらした」としてザ・バンカーの「セントラル・バンカー・オブ・ザ・イヤー2014」賞の世界部門を受賞した[65]。
- アメリカのウォールストリート・ジャーナルは社説で、黒田主導で日銀が新たな金融緩和策を打ち出したことについて「連邦準備制度理事会 (FRB) が金融危機後に採用した金融政策への転換だ」とし黒田を「日本のバーナンキ（FRB議長）」と評した[66]。
- 黒田が、国際金融の財務官だった頃からの知り合いであった経済学者のジョセフ・E・スティグリッツは「黒田は世界で最も著名な日本人エコノミストの1人だ。彼の経済学に対する深い理解に敬意を表している」と述べ、黒田が日銀総裁に就任したことについて「日本を一刻も早く成長軌道に乗せようという意気込みを感じる」と評した[67]。
- 経済学者のポール・クルーグマンは「黒田はインフレ率2%を目標としているが、実際に2%を達成させるためには、4%を目標にしなければならない。インフレ目標を低く設定することは『臆病の罠』である。黒田は2%インフレを予想しているが、その根拠を示していない。2%目標が好況を生み出すのに十分ではない可能性がある。2%という数字は、その基礎となるモデルが何かわからない」と指摘している[68]。
- 2008年に、福田康夫政権下で進められた福井俊彦日銀総裁の後任人事の際、モルガン・スタンレー証券のロバート・フェルドマン博士は、日銀総裁人事などの重要案件には「特定の基準に照らして開かれた議論」が望ましいと主張し、中央銀行マン・官僚・財界人ら19人を「マクロ経済学と独立性」「政策決定機関トップの経験」「国内外のネットワーク」の3指標で採点した結果を「次期日銀総裁 -- 候補者を比較する」と題する調査報告書として発表した[69]。黒田は「マクロ経済学と独立性」および「国内外のネットワーク」を重視する基準で13位、「政策決定機関トップの経験」重視の基準で7位にとどまった（「マクロ経済学と独立性」の基準で最も評価が高かったのは日銀出身で経済協力開発機構 (OECD) の副事務総長を務めた重原久美春であり、小泉純一郎内閣で経済財政担当相や金融相などを歴任した竹中平蔵が第2位、また、「政策決定機関トップの経験」「国内外のネットワーク」の2指標を重視した評点でも両者が最高位であった）。
- 本田悦朗は「日本銀行総裁には金融政策に専念してほしい。消費税をどのタイミングでどうするかは、政府の専権事項である」と述べている[70]。2014年11月13日、菅義偉官房長官は記者会見で、黒田が12日の国会で追加緩和は消費再増税が前提だったと発言したことについて、「政府が判断することである」と述べ、消費税の判断は政府が行うものだとの認識を示している[71]。
- エコノミストの片岡剛士は「黒田が日銀総裁に就任し、白川時代に比べるとリークが減った」と指摘している[72]。
- 経済学者の高橋洋一は「黒田総裁は、『リカードの中立命題』の考え方を利用している。消費増税はいつかはやらなければならないと国民は認知しており、増税のタイミングは消費には影響しないと考えている」と指摘している[73]。
- 経済学者の榊原英資は「2%のインフレ率達成はほとんど不可能。無理やりやろうとすると、資産バブルになって株価、不動産価格が必要以上に上昇する。だから、やらない方がいいんだが、黒田さんは真面目な人だから、約束したら一生懸命やっちゃうと思う」と述べている[74]。

## 政策

### 大規模な金融緩和の実施とその後の経済動向

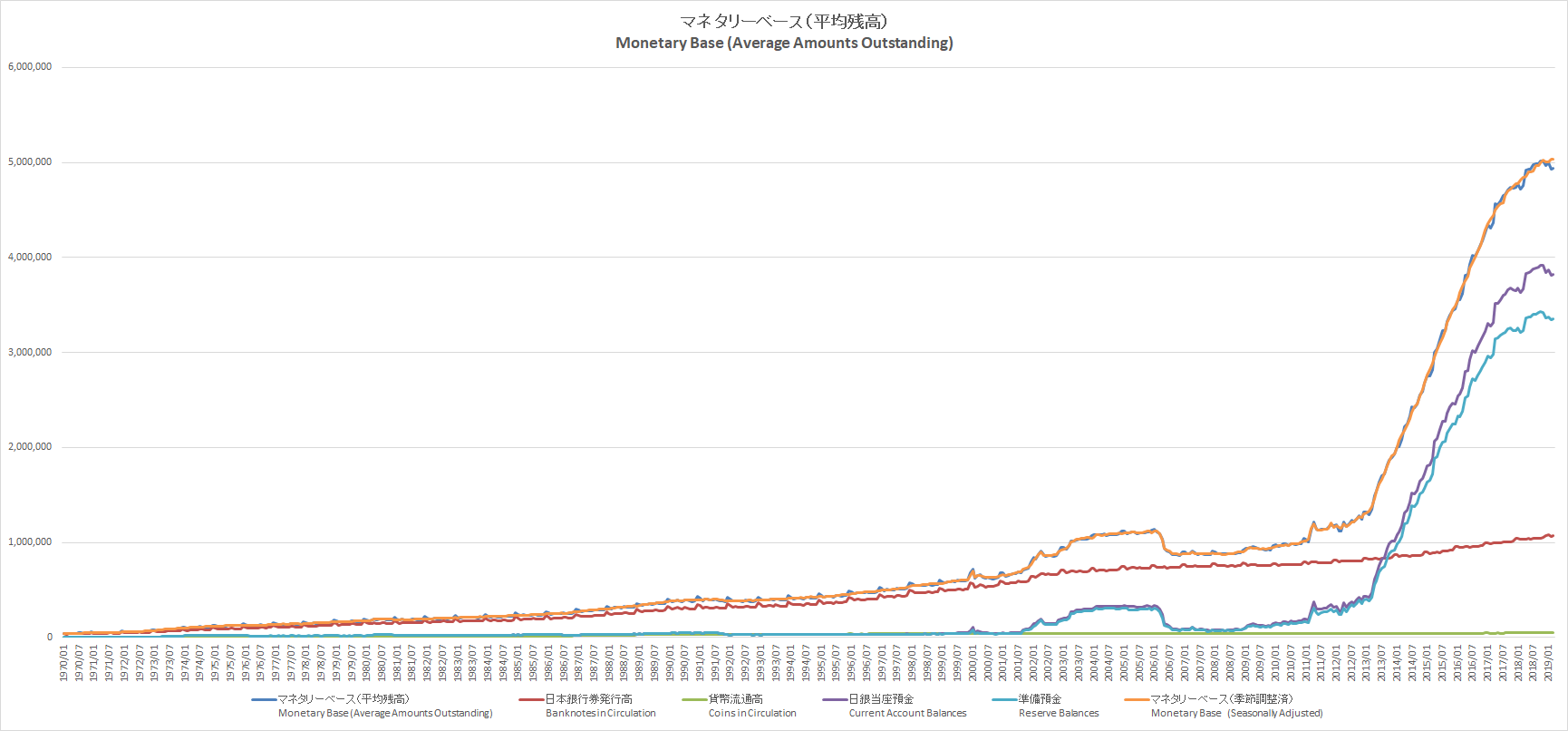
日銀のマネタリーベースの推移。1990年より。縦軸の単位は兆円。

2013年4月、黒田は総裁の就任後初めてとなる金融政策決定会合で、2%の物価目標を2年程度で実現するために日銀が供給するマネタリーベースを2年間で2倍にするなど大胆な金融緩和に踏み切った。2012年12月時点で138兆円だったマネタリーベースは、14年末には270兆円に拡大する見通しとした。実際の推移は右のグラフ参照。
2014年1月31日に発表された12月消費者物価指数（除く生鮮、コアCPI）は前年比プラス1.3%と、黒田日銀の2014年度見通しに一致するところまで上昇した(次項のグラフ参照)。日本銀行が2013年4月に2年程度で消費者物価上昇率を2%まで高めるという「物価安定の目標」を掲げた際には、目標の達成は不可能との見方が大勢だった。しかし、2014年1月現時点では消費者物価は概ね日銀の目標に沿った動きとなっている。消費税率は2014年4月に5%から8%へと引き上げられる。消費税率引き上げによってコアCPIは2%程度押し上げられるとの見方がコンセンサスとなっている。
2014年3月19日、都内で開かれた国際通貨研究所主催の講演会で、完全失業率はすでに3.7%まで低下しており、3.5%と試算される自然失業率に近い「ほぼ完全雇用状態」と指摘している。
経済産業省が2014年5月29日に発表した4月の商業販売統計速報によると、小売業販売額（全店ベース）は、消費税引き上げに伴う反動減が市場予測を超える1997年を上回る落ち込みとなり、前年比4.4%減の11兆0110億円となった。
2014年5月30日、総務省が消費増税分を含めた4月の全国の消費者物価指数（2010年=100）を発表し、コアCPIは前年同月より3.2%上がり103.0となり、増税の影響で1991年2月以来、23年2カ月ぶりの高い上昇幅となった。日本銀行は、消費税率引き上げによる4月の物価の押し上げ分は1.7%と試算しており、増税の影響を除いた上昇幅は1.5%としている。
2014年6月13日、黒田日銀は消費増税の影響は自動車など耐久財に明確としつつ、想定内とし、2015年度をめどに2%の物価目標を達成する見通しは変わらないと強調した。4月の消費者物価指数は増税の影響を除き前年比1.5%上昇したが、今後しばらくは1%台の前半で上下するとの見通しを示した。

### 追加金融緩和とその後の経済動向

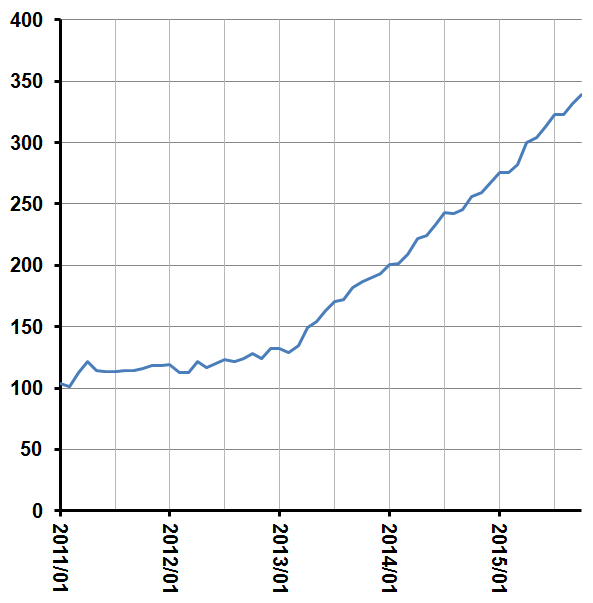
日銀のマネタリーベースの推移。2011年より。縦軸の単位は兆円。

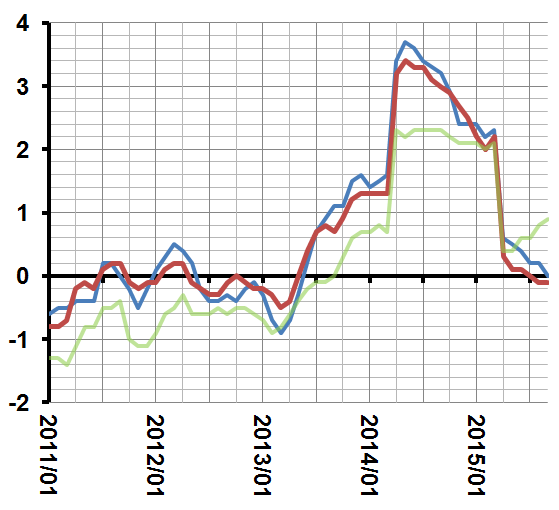
前年同月比の消費者物価の推移。水色は総合、赤は生鮮食品を除く総合、薄い緑は食料（酒類を除く）及びエネルギーを除く総合である。縦軸の単位は%。2014年の消費税増税分を含んでいる。

2014年10月31日、日本銀行は「物価面では、このところ、消費税率引き上げ後の需要面での弱めの動きや原油価格の大幅な下落が、物価の下押し要因として働いている」として、「マネタリーベースが、年間約80兆円（約10～20兆円追加）に相当するペースで増加するよう金融市場調節を行う」、「長期国債について、保有残高が年間約80兆円（約30兆円追加）に相当するペースで増加するよう買入れを行う」などと発表した。この追加緩和は世界的に驚きをもって受け止められ、世界レベルでの平均株価の大幅上昇につながり、また、円安が大きく進んだ。
2015年1月の物価上昇率は消費増税分と生鮮食品を除き、前年同月比0.2%まで大幅に低下し、消費税増税と原油安の物価への影響が大きいことが示唆されたが、黒田総裁は2%物価上昇率目標の早期実現にこだわるとの考えを改めて示した。黒田の公約である2015年度内の2%物価目標は非常に困難であるとの指摘が再び挙がってきている。2014年の全体での実質国内総生産 (GDP) は、0.03%のマイナス成長となった。2015年3月、黒田は物価上昇率（消費増税分と生鮮除く）について、先行きは当面「プラス幅が縮小」から「0%程度」にそれぞれ下方修正することに追い込まれ、マイナスに転じる可能性もあることを認めた。
2015年8月、9月に物価上昇率（生鮮食品を除く総合）はともにマイナス0.1%になった（右下のグラフ、赤い線）。2015年10月、日銀は2%物価目標を2016年前半から2016年後半に先送りすることに追い込まれ、さらに追加金融緩和を見送った。その理由について東京新聞や日経新聞は賃金が上昇していないことを挙げ、『日銀の悩みは賃金上昇が広がりを欠き、物価上昇に追いついていないことだ。一段の賃上げが進まないなかで追加緩和に踏み切り、円安で物価ばかりが上がると、消費が冷え込み、かえって物価の安定した上昇が遠のく。』（日経新聞）などとし、金融政策判断がジレンマに直面していると指摘した。
高橋洋一は、消費税の5%から8%への引き上げをしなかったら物価上昇率（消費税増税分を除く）はすでに2%に達していただろうと述べ、日銀の消費増税の影響の予測の甘さを批判した。また、2017年4月（当時の予定）の消費税の10%への引き上げについても、強行すれば再び経済がマイナス成長に陥り、黒田総裁はお手上げになるだろうと警告した。黒田総裁は消費税のことになると増税賛成に傾倒して客観的な判断ができないと指摘した。日銀の原田泰審議委員は、消費については「消費税増税の影響はかなり大きい」とし、実質所得減少の影響を懸念。消費税に関しては「引き上げが消費需要を減らし、物価を引き下げる効果があるが、多くの議論でこのことが忘れられている」と述べた。

### マイナス金利の導入とその前後の経済動向
2016年1月29日、日本銀行は「（金融機関が保有する）日本銀行当座預金を三段階の階層構造に分割し、それぞれの階層に応じてプラス金利、ゼロ金利、マイナス金利を適用する」と発表した。日銀によるマイナス金利についての平易な解説がある。
マイナス金利導入後、一般には市中金利は下がったものの、2016年前半において消費者物価は低迷を続け、日銀は目標とする物価2%の到達時期を2017年度中とすることに追い込まれ、次々と物価目標の先送りを余儀なくされている状態が続いていたものの、2018年の統計において改善の兆しが見えつつある。
2016年9月、日銀は長短金利操作を行う「イールドカーブ・コントロール」と、物価上昇率が安定的に2%を超えるまでマネタリーベース拡大方針を継続する「オーバーシュート型コミットメント」を柱とする枠組みを導入したが、実質的な追加緩和はなかった。元日本銀行審議委員の中原伸之は、長期国債の年間買い入れ増加ペースを80兆円から100兆円に拡大すべきだとの考えを表明しており、イールドカーブ・コントロールについて強い批判的な見解を述べている。
消費者物価指数（生鮮を除く）は2015年は0.5%、2016年は-0.3%、2017年は0.5%、2018年は0.9%と現在上昇傾向にある。1世帯当たりの実質消費支出も2015年は-2.3%、2016年は-1.7%、2017年は-0.3%、2018年は0.3%と上昇している。毎月の実質賃金は2014年と2015年でマイナスであり、2016年にわずかにプラスに転じた後、2017年に前年比0.2%減のマイナスとなった。長い不況下で消費者に根強い節約志向が残っていることや賃金上昇の遅れから低迷していた消費者物価指数だが、近年ようやく賃金上昇が物価を押し上げる効果が表れている。
日銀はそれまで6回、次々と物価上昇目標の到達時期の延長を余儀なくされてきたが、2018年4月、経済・物価情勢の展望（展望レポート）からその達成時期の記述を削除した。黒田は2018年7月、物価が上がりにくい理由を問われ、総裁記者会見要旨では、「長期にわたる低成長やデフレの経験などから、賃金・物価が上がり難いことを前提とした考え方や慣行が根強く残っていることなどがあります。こうしたもとで、企業の慎重な賃金・価格設定スタンスや家計の値上げに対する慎重な見方が明確に転換するには至っておらず、分野によっては競争激化による価格押し下げ圧力が強いと考えています。」と答えた。しかしながらその際に、8%消費税増税までは非常に順調であった物価上昇（上述）や2014年度に言及した8%消費税増税による物価や経済への悪影響（上述）については触れていない。
黒田は2018年10月「消費税が10%に引き上げられても、経済への影響は大きくない」と発言した。2014年4月、消費税率を5%から8%へ引き上げる際にも、「増税の影響は軽微」だと言ったが、結果として増税による日本経済のダメージは回避できなかった。リフレ派の一角と目され続けてきた黒田総裁であったが、こと増税になると、まるで財務省主税局職員のような発言を繰り返している。今回の黒田総裁の発言は、消費増税に対する「支持」とみてとれるが、インフレ目標達成に「大障害」の可能性があり、それはある意味で日銀自身の首を絞める行為でもあるのだ、との見解を週刊現代は掲載した。
岩田規久男・前日銀副総裁は「日銀だけが一生懸命やっているが、財政は逆噴射しているのが実情であり、今は日銀の金融超緩和政策と積極財政の協調が不可欠」とし、このまま消費増税を実施すれば「黒田東彦日銀総裁は、10年かけても物価2%が達成できなかった駄目な総裁で終わってしまう」と述べ、デフレ脱却には10%の消費税率引き上げを撤回するとともに、国債発行を財源として若い世代に所得分配する財政拡大が不可欠と訴えた。「安倍晋三首相も、景気後退の時に辞めることになりかねない」と政府・日銀に対応を促した。
2022年9月　消費者物価指数は、目標の2%を超えて、前年度比3%となったが、黒田は、大規模金融緩和の継続を表明している。
同2022年9月22日 黒田の大規模金融緩和の継続を表明と同日、政府と日銀 黒田は、外国為替市場で1ドル=145円台後半まで円安が進んだことを受けて、急速な円安に歯止めをかけるため、22日夕方、ドルを売って円を買う為替市場介入に踏み切る。

## 人物
2017年の『週刊東洋経済』の取材に対し、黒田の姉は幼少期の黒田のことを「穏やかでおとなしい」性格と語っている。東京大学文科一類にストレートで入学し、在学中に司法試験に合格、1967年に法学部を卒業した黒田は、当時は裁判官か学者の道へ進むことを希望していた。しかし母から「人を裁くことができるのか」と問われ、父から「学者の世界で出世するにはコネが必要」と反対されたと、黒田は日本経済新聞に連載していたコラムで述べた。
趣味は読書。『ニコマコス倫理学』が愛読書であるといわれる一方で宮部みゆきの推理小説も楽しむ。ある知人は日本メディアに「公務員ではあるが、自分だけの世界観を持った人」と話した。
2023年11月、日本経済新聞朝刊の文化面「私の履歴書」にて半生を振り返っている。

## 著書
- 『財政・金融・為替の変動分析―相互波及のメカニズム』東洋経済新報社、1981年。ISBN 978-4492390368。
- 『政策協調下の国際金融―「プラザ合意」以後の転換と為替変動』金融財政事情研究会、1989年。ISBN 978-4322218411。
- 『国際交渉―異文化の衝撃と対応』研究社出版、1996年。ISBN 978-4327376628。
- 『通貨外交』東洋経済新報社、2003年。ISBN 978-4492681190。
- 『元切り上げ』日経BP社、2004年。ISBN 978-4822243791。
- 『通貨の興亡』中央公論新社、2005年。ISBN 978-4120036088。
- 『財政金融政策の成功と失敗』日本評論社、2005年。ISBN 978-4535554498。
- 『世界は考える』（安倍晋三、ジョージ・ソロスほか）土曜社、2013年。ISBN 978-4990558772。
- 『世界を見る目 危機を見る目』日経BP社、2013年。ISBN 978-4822249724。

### 翻訳
- カール・ポパー、ハンス・アルバート、エルンスト・トーピッチュ著、碧海純一、浜井修、長尾龍一、小西正樹、黒田東彦訳『批判的合理主義』（清水幾太郎責任編集 現代思想 6、ダイヤモンド社、1974年）